# Microdon angulatus
Microdon angulatus är en tvåvingeart som beskrevs av Hull 1943. Microdon angulatus ingår i släktet myrblomflugor, och familjen blomflugor. Inga underarter finns listade i Catalogue of Life.